# Szpital Dobrej Nadziei
Szpital Dobrej Nadziei (ang. Chicago Hope, 1994–2000) – amerykański serial telewizyjny o tematyce medycznej, wyprodukowany i nadawany przez telewizję CBS. Pomysłodawcą serialu jest David E. Kelley.

## Fabuła
Serial rozgrywa się w chicagowskim szpitalu, a jego bohaterami są lekarze, którzy zrobią wszystko aby ratować życie pacjentów. W bardzo nowoczesnym szpitalu spotykają się z przypadkami trudnymi, nowymi lub niewyleczalnymi. W trosce o dobro chorych gotowi są leczyć niekonwencjonalnie, często sprzeciwiając się dyrekcji szpitala. Mimo iż są to jedni z najlepszych lekarzy, nie ustrzegają się też błędów.

## Obsada
| Aktor              | Charakter                 | Sezon  |
| ------------------ | ------------------------- | ------ |
| Mandy Patinkin     | Dr. Jeffrey Geiger        | 1–2, 6 |
| Adam Arkin         | Dr. Aaron Shutt           | 1–6    |
| Peter Berg         | Dr. Billy Kronk           | 1–5    |
| Jayne Brook        | Dr. Diane Grad            | 1–5    |
| Rocky Carroll      | Dr. Keith Wilkes          | 3–6    |
| Vondie Curtis-Hall | Dr. Dennis Hancock        | 1–5    |
| Stacy Edwards      | Dr. Lisa Catera           | 4–5    |
| Héctor Elizondo    | Dr. Philip Watters        | 1–6    |
| Thomas Gibson      | Dr. Danny Nyland          | 1–3    |
| Carla Gugino       | Dr. Gina Simon            | 6      |
| Mark Harmon        | Dr. Jack McNeil           | 3–6    |
| Roxanne Hart       | Siostra Camille Schutt    | 1–2    |
| Barbara Hershey    | Dr. Francesca Alberghetti | 6      |
| Lauren Holly       | Dr. Jeremy Hanlon         | 6      |
| Christine Lahti    | Dr. Kate Austin           | 2–5    |
| Peter MacNicol     | Alan Birch                | 1–2    |
| Roma Maffia        | Angela Giandamenicio      | 1      |
| E.G. Marshall      | Dr. Arthur Thurmond       | 1      |
| Alan Rosenberg     | Stuart Brickman           | 6      |
| Jamey Sheridan     | Dr. John Sutton           | 2      |
| Eric Stoltz        | Dr. Robert Yeats          | 5      |
| Monique Edwards    | Siostra Laurel Canyon     | 2–6    |

## Nagrody i nominacje
Złote Globy
- nominacja: najlepszy aktor w serialu dramatycznym − Mandy Patinkin (1995)
- nominacja: najlepszy serial dramatyczny (1995)
- nominacja: najlepszy serial dramatyczny (1996)
- nominacja: najlepsza aktorka w serialu dramatycznym − Christine Lahti (1997)
- nominacja: najlepszy serial dramatyczny (1997)
- nagroda: najlepsza aktorka w serialu dramatycznym − Christine Lahti (1998)
- nominacja: najlepszy serial dramatyczny (1998)

Nagroda Emmy
- nagroda: najlepszy aktor w serialu dramatycznym − Mandy Patinkin (1995)
- nagroda: najlepsze zdjęcia w serialu kręconym przy użyciu jednej kamery − Tim Suhrstedt za odcinek „Over The Rainbow” (1995)
- nominacja: najlepszy serial dramatyczny (1995)
- nominacja: najlepszy aktor drugoplanowy w serialu dramatycznym − Héctor Elizondo (1995)
- nominacja: najlepsza reżyseria serialu dramatycznego − Lou Antonio za odcinek „Life Support” (1995)
- nominacja: najlepszy montaż serialu dramatycznego kręconego przy użyciu jednej kamery − Lori Jane Coleman za odcinek pilotażowy (1995)
- nominacja: najlepszy montaż serialu dramatycznego kręconego przy użyciu jednej kamery − Randy Roberts za odcinek „The Quarantine” (1995)
- nominacja: najlepszy muzyczny motyw przewodni − Mark Isham (1995)
- nagroda: najlepsza reżyseria serialu dramatycznego − Jeremy Kagan za odcinek „Leave Of Absence” (1996)
- nominacja: najlepszy serial dramatyczny (1996)
- nominacja: najlepsza aktorka w serialu dramatycznym − Christine Lahti (1996)
- nominacja: najlepszy aktor drugoplanowy w serialu dramatycznym − Héctor Elizondo (1996)
- nominacja: najlepszy gościnny występ w serialu dramatycznym - aktorka − Carol Kane za rolę Marguerite Birch w odcinku „Stand” (1996)
- nominacja: najlepszy gościnny występ w serialu dramatycznym - aktor − Michael Jeter za rolę Boba Ryana w odcinku „A Coupla Stiffs” (1996)
- nominacja: najlepszy gościnny występ w serialu dramatycznym - aktor − Rain Pryor za rolę Joe Springera w odcinku „Stand” (1996)
- nominacja: najlepszy gościnny występ w serialu dramatycznym - aktor − Rip Torn za rolę Warrena Shutta w odcinku „Hello Goodbye” (1996)
- nominacja: najlepsze zdjęcia w serialu kręconym przy użyciu jednej kamery − Kenneth D. Zunder za odcinek „Leave of Absence” (1996)
- nominacja: najlepszy montaż serialu dramatycznego kręconego przy użyciu jednej kamery − Jim Stewart za odcinek „Leave of Absence” (1996)
- nominacja: najlepszy muzyczny motyw przewodni − Mark Isham (1996)
- nominacja: najlepsze fryzury w serialu − Mary Ann Valdes i Dione Taylor za odcinek „Right to Life” (1996)
- nagroda: najlepszy aktor drugoplanowy w serialu dramatycznym − Héctor Elizondo (1997)
- nominacja: najlepszy serial dramatyczny (1997)
- nominacja: najlepsza aktorka w serialu dramatycznym − Christine Lahti (1997)
- nominacja: najlepszy aktor drugoplanowy w serialu dramatycznym − Adam Arkin (1997)
- nominacja: najlepsze zdjęcia w serialu kręconym przy użyciu jednej kamery − James R. Bagdonas za odcinek „A Time To Kill” (1997)
- nominacja: najlepszy montaż serialu dramatycznego kręconego przy użyciu jednej kamery − Alec Smight, Augie Hess i Mark C. Baldwin za odcinek „Days Of The Rope” (1997)
- nagroda: najlepsza aktorka w serialu dramatycznym − Christine Lahti (1998)
- nominacja: najlepszy aktor drugoplanowy w serialu dramatycznym − Héctor Elizondo (1998)
- nominacja: najlepsza reżyseria serialu dramatycznego − Bill D’Elia za odcinek „Brain Salad Surgery” (1998)
- nominacja: najlepsze zdjęcia w serialu kręconym przy użyciu jednej kamery − James R. Bagdonas za odcinek „Brain Salad Surgery” (1998)
- nominacja: najlepszy montaż serialu dramatycznego kręconego przy użyciu jednej kamery − Alec Smight za odcinek „Brain Salad Surgery” (1998)
- nominacja: najlepsza aktorka w serialu dramatycznym − Christine Lahti (1999)
- nominacja: najlepszy gościnny występ w serialu dramatycznym - aktor − Mandy Patinkin jako dr Jeffrey Geiger za odcinek „Curing Cancer” (1999)

Nagroda Satelita 1997
- nagroda: najlepsza aktorka w serialu dramatycznym − Christine Lahti
- nominacja: najlepszy serial dramatyczny
- nominacja: najlepszy aktor w serialu dramatycznym − Héctor Elizondo

Nagroda Gildii Aktorów Filmowych
- nominacja: najlepszy aktor w serialu dramatycznym − Héctor Elizondo (1995)
- nominacja: najlepszy aktor w serialu dramatycznym − Mandy Patinkin (1995)
- nominacja: najlepszy zespół aktorski w serialu dramatycznym − Adam Arkin, E.G. Marshall, Héctor Elizondo, Mandy Patinkin, Peter MacNicol, Roxanne Hart, Thomas Gibson (1995)
- nominacja: najlepsza aktorka w serialu dramatycznym − Christine Lahti (1996)
- nominacja: najlepszy zespół aktorski w serialu dramatycznym − Adam Arkin, Christine Lahti, Héctor Elizondo, Jamey Sheridan, Jayne Brook, Mandy Patinkin, Peter Berg, Peter MacNicol, Roxanne Hart, Thomas Gibson, Vondie Curtis-Hall (1996)
- nominacja: najlepsza aktorka w serialu dramatycznym − Christine Lahti (1997)
- nominacja: najlepszy zespół aktorski w serialu dramatycznym − Adam Arkin, Christine Lahti, Héctor Elizondo, Jamey Sheridan, Jayne Brook, Mark Harmon, Peter Berg, Rocky Carroll, Roxanne Hart, Thomas Gibson, Vondie Curtis-Hall (1997)
- nominacja: najlepsza aktorka w serialu dramatycznym − Christine Lahti (1998)
- nominacja: najlepszy zespół aktorski w serialu dramatycznym − Adam Arkin, Christine Lahti, Héctor Elizondo, Jayne Brook, Mark Harmon, Peter Berg, Rocky Carroll, Stacy Edwards, Vondie Curtis-Hall (1998)
- nominacja: najlepsza aktorka w serialu dramatycznym − Christine Lahti (1999)

Nagroda DGA 1995
- nominacja: najlepsze osiągnięcie reżyserskie w serialu dramatycznym wyświetlanym wieczorem − Michael Pressman za odcinek pilotażowy

Nagroda ASC
- nominacja: najlepsze zdjęcia do filmu tygodnia / odcinka pilotażowego − Tim Suhrstedt (1995)
- nominacja: najlepsze zdjęcia do serialu − Kenneth D. Zunder za odcinek „Leave of Absence” (1996)
- nominacja: najlepsze zdjęcia do serialu − James R. Bagdonas za odcinek „Time to Kill” (1997)
- nominacja: najlepsze zdjęcia do serialu − James R. Bagdonas za odcinek „Hope Against Hope” (1998)

Nagroda Eddie
- nagroda: najlepszy montaż godzinnego serialu telewizyjnego − Lori Jane Coleman za odcinek pilotażowy (1995)
- nominacja: najlepszy montaż godzinnego serialu telewizyjnego − Alec Smight za odcinek „Love and Hope” (1996)
- nominacja: najlepszy montaż godzinnego serialu telewizyjnego − Randy Roberts za odcinek „Quarantine” (1996)
- nagroda: najlepszy montaż godzinnego serialu telewizyjnego − Randy Roberts za odcinek „Transplanted Affection” (1997)
- nominacja: najlepszy montaż godzinnego serialu telewizyjnego − Alec Smight za odcinek „Gun With The Wind” (1999)

Nagroda GLAAD Media
- nagroda: najlepszy serial dramatyczny (1997)
- nagroda: najlepszy serial dramatyczny (1999)
- nominacja: najlepszy odcinek programu telewizyjnego za odcinek „Boys Will Be Girls” (2001)